# Summit megye (Colorado)
Summit megye az Amerikai Egyesült Államokban, azon belül Colorado államban található. Megyeszékhelye és legnagyobb városa Breckenridge. Lakosainak száma 31 055 fő (2020. április 1.). Summit megye Grand, Park, Lake, Eagle és Clear Creek megyékkel határos.

## Népesség
A megye népességének változása:
| Lakosok száma | 28 053 | 27 922 | 28 151 | 28 649 | 30 257 | 31 055 |
|               | 2010   | 2011   | 2012   | 2013   | 2015   | 2020   |